# Авринский, Александр Александрович
Александр Александрович Авринский (1870—?) — русский военный деятель, генерал-майор (1917). Герой Первой мировой войны.

## Биография
В 1891 году после окончания Московского 4-го кадетского корпуса вступил в службу. В 1893 году после окончания Павловского военного училища произведён в подпоручики и выпущен в 41-ю артиллерийскую бригаду. В 1896 году произведён в поручики, в 1900 году в штабс-капитаны. в 1904 году после окончания Офицерской стрелковой школы произведён в капитаны. С 1904 году участник Русско-японской войны, в 1906 году за боевые отличия награждён орденом Святой Анны 4-й степени «За храбрость».
В 1909 году переведён в Лейб-гвардии 1-ю артиллерийскую бригаду с переименованием в штабс-капитаны гвардии. С 1912 года подполковник, командир 1-й батареи 8-го Мортирного артиллерийского дивизиона.

С 1914 года участник Первой мировой войны. С 1915 года командующий 8-м Мортирным артиллерийским дивизионом, полковник. 13 января 1915 года за храбрость награждён Орденом Святого Георгия 4-й степени: 
За то, что в бою 27, 28 и 29 августа 1914 г. у деревни Бартатов, командуя батареей, в которой два орудия временно выбыли из строя, под сильным огнем артиллерии противника, заставил умолкнуть неприятельскую батарею у села Фердинандовки, фланкирующую боевые порядки 59-го и 57-х пехотных полков, погасил огонь двух батарей противника на позициях у села Яско и, продолжая наблюдение за этими батареями, выполнял и другие задачи, указываемые ему начальством
10 ноября 1915 года за храбрость награждён Георгиевским оружием: 
За то, что в бою 26-го ноября 1914 года под Лимановым, командуя батареей, находясь на наблюдательном пункте в стрелковой цели, под сильным огнём противника, огнём своей батареи заставил батарею противника замолчать, чем оказал незаменимое содействие пехоте в занятии позиций противника
С 1917 года генерал-майор, командир 14-й артиллерийской бригады.
После Октябрьской революции 1917 года в Белой армии, в составе ВСЮР. Участник Бредовского похода. С 1920 года в эмиграции, член РОВС.

## Награды
- Орден Святого Станислава 3-й степени (1899; Мечи и бант к ордену — ВП 10.10.1915)
- Орден Святой Анны 2-й степени (1906)
- Орден Святой Анны 4-й степени «За храбрость» (1906)
- Орден Святого Георгия 4-й степени (ВП 13.01.1915)
- Орден Святого Владимира 4-й степени с мечами и бантом (ВП 13.05.1915)
- Георгиевское оружие (ВП 10.11.1915)